# Charles Pelot Summerall
Charles Pelot Summerall, ameriški general, * 4. marec 1867, Blunts Ferry, Florida, † 14. maj 1955, Washington, D.C.
General Summerall je bil načelnik Generalštaba Kopenske vojske ZDA (1926–1930) in predsednik Citadele (1931–1953).

## Življenjepis
Rodil se je v Blunts Ferryju (Florida) in v letih 1882–1885 obiskoval Vojaško akademijo Porter v Južni Karolini. Po diplomiranju je tri leta delal kot učitelj, nato pa je leta 1888 vstopil v Vojaško akademijo ZDA; tu je diplomiral junija 1892.
Kot drugi poročnik je bil sprva dodeljen 1. pehotnemu polku, nato pa je bil marca 1893 premeščen v 5. artilerijski polk. S tem polkom je bil v letih 1893–1895 nameščen v Kaliforniji in nato v letih 1895–1898 v Fort Hamiltonu. V letih 1898–1899 je bil dodeljen Oddelku za (Mehiški) zaliv, kjer je bil sprva pribočnik poveljnika, nato pa inženir. Marca 1899 je bil povišan v prvega poročnika.
Summerall se je s svojim polkom udeležil filipinske vstaje (1899–1900) in zatrtja boksarske vstaje (1900–1901). Za zasluge je bil julija 1901 povišan v stotnika in premeščen v 106. obalno artilerijsko četo (106th Coast Artillery Company). V sestavi te čete je služil v Fortu Walla Walla in Fortu Lawton; v letih 1901–1902 je bil poveljnik forta. Pozneje je bil poslan v Camp Skagway (Aljaska), kjer je bil poveljnik in graditelj novega Forta Seward; pozneje (1902–1903) je poveljeval še Fort Flagler. Nato je bil premeščen v 3. poljskoartilerijsko baterijo (3rd Field Artillery Battery) v Camp Thomas in Fort Myer (1903–1905).
V letih 1905–1911 je bil višji inštruktor artilerijskih taktik na Vojaški akademiji ZDA in bil marca 1911 povišan v majorja. Istočasno je bil imenovan za poveljnika poljske artilerije Manevrske divizije, ki je bila garnizirana v San Antioniu (Teksas). V letih 1912–1914 je bil poveljnik poletnih tečajev za Kopensko vojsko in Nacionalno gardo; pozneje (1915–1917) je bil namestnik načelnika Biroja Nacionalne garde in hkrati bil poveljnik artilerije nacionalne garde. Na tem položaju je vplival na nakup artilerijskih daljinomerov, saj je bil tudi član Odbora za strelivo (1915–1916), preiskovalne komisije za proizvodnjo streliva (1916), Odbora za strelivo in fortifikacije (1917) in član vojaške misije pri britanskih in francoskih armadah (1917). V tem času je bil povišan v podpolkovnika (1916), polkovnika (1917) in brigadnega generala Nacionalne vojske ZDA (avgust 1917).
Med prvo svetovno vojno je med boji v Franciji poveljeval 67. in 1. poljskoartilerijski brigadi, bil povišan v generalmajorja Nacionalne vojske; nato je bil še poveljnik 1. divizije in 5., 9. ter 4. korpusa. Po vojni je bil član Ameriške mirovne misije na pariški mirovni konferenci leta 1919.
Summerland je dalje poveljeval 1. diviziji v letih 1919–1921, za kar je bil povišan v brigadnega general (februar 1919) in generalmajorja (april 1920). V letih 1921–1924 je bil poveljnik Havajskega oddelka. Colonel William "Billy" Mitchell visited Summerall during his command in Hawaii, and criticized the lack of air defenses for the islands. This angered the general, who later attempted to preside over Mitchell's court-martial in 1925, until the defense won his dismissal by showing his bias. However, he still testified as a witness against Mitchell.
Potem, ko je v letih 1924–1926 poveljeval 8. in 2. korpusnima področjema, je bil imenovan za načelnik Generalštaba Kopenske vojske ZDA; na tem položaju je bil od 21. novembra 1926 do 20. novembra 1930. Medtem je bil februarja 1929 povišan v polnega generala. V času svojega mandata je pričel z ustanavljanjem mehanizirane sile, pri čemer je priporočil integrirano mobilno silo s tankovskim, artilerijskim, inženirskim in oskrbovalnim elementom.
Marca 1931 se je upokojil iz aktivne službe; kljub temu pa je ostal aktiven saj je bil vse do leta 1953 predsednik Citadele, Vojaškega kolidža Južne Karoline. Umrl je 14. maja 1955 v Washingtonu, D.C..
Pokopan je bil 17. maja istega leta na Nacionalnem pokopališču Arlington.

## Odlikovanja
General Summerall je prejel naslednja odlikovanja:
- Distinguished Service Cross,
- Distinguished Service Medal,
- srebrna zvezda in številna tuja odlikovanja.

Odlikovanje Distinguished Service Cross je prejel kot poveljnik 1. pehotne divizije.
... za izjemen pogum med akcijo pred Berzy-le-Secom, blizu Soissonsa, Francija, med ofenzivo Aisne-Marne, 19. julija 1918. General Summerall, poveljujoč 1. diviziji, je obiskal, z izjemnim pogumom in brez gledanja na lastno varnost, prve linije svoje divizije in osebno izvedel izvidništvo položajev kljub težkemu sovražnikovemu mitralješkemu in artilerijskemu ognju, pri čemer je spodbujal svoje može, da obnovijo napad na Berzy-le-Sec, pri čemer jim je obljubil močno artilerijsko podporo in jih opogumljal s svojo prisotnostjo ter zgledom, tako da so izjavili svojo pripravljenost, da zanj osvojijo naselje. Zaradi njegovega velikega poguma in ker ni gledal na lastno varnost, so bili možje njegove divizije tako navdušil k velikim in herojskim naporom, tako da so naslednji dan zavzeli Berzy-le-Sec kljub grozovitemu sovražnikovemu ognju in pozneje istega dne je divizija dosegla vse svoje cilje.
V nasprotju z uradno utemeljitvijo odlikovanja pa je polkovnik Conrad S. Babcock, poveljnik 28. pehotnega polka, izjavil, da se je Summerall na bojišču prikazal šele po koncu bitke.
Edinokrat, da sem videl generala Summeralla blizu fronte, je bilo v noči na 19. v Missy-aux-Boisu, potem ko je bil Ploisy pravkar zaseden. Da bi on prepričeval 1. bataljon, po njihovemu napornem in ognjevitem napredku 3.000 jardov, mi ni bilo nikoli sporočeno.

## Družina
Avgusta 1901 se je poročil s Lauro Mordecai. Njegov sin, Charles Pelot Summerall mlajši, je bil polkovnik Kopenske vojske ZDA.